# Monomorium jacksoni
Monomorium jacksoni är en myrart som beskrevs av Bolton 1987. Monomorium jacksoni ingår i släktet Monomorium och familjen myror. Inga underarter finns listade i Catalogue of Life.